# Варшавско војводство
Варшавско војводство је пољска држава, коју је 1807. основао Наполеон I Бонапарта. По Тилзитском миру из 1807, Варшавско војводство је настало од пољских делова Пруске. Војводство је било у персоналној унији са краљем Фридрихом Аугустом I од Саксоније. Након Наполеонове инвазије Русије војводство је окупирала пруска и руска војска до 1815. године. По одлуци Бечког конгреса 1815, војводство је подељено између Русије и Пруске. 

## Стварање војводства
Пре формирања војводства избила је побуна против регрутовања 1806, тако да је војводство већ било добрим делом ослобођено народном побуном.
Наполеон  I Бонапарта је службено створио Варшавско војводство тек по Тилзитском миру из 1807. године. Варшавско војводство је настало од пољских делова Пруске. Пољски републиканци у земљи и Пољаци у дијаспори су отворено подржавали Наполеона као једину наду за обнављање пољског суверенитета, који је био изгубљен након Поделе Пољске у касном 18. веку. Иако није формирана као држава, него као војводство створила је наде у обнову суверености. Новоформирана држава је била формално независно војводство у савезу са Француском и у персоналној унији са Саксонијом.
Војводство се никако није развило као независна држава, него је власт Фридрика Аугуста била највише повезана са француским потребама. Најзначајнија особа у војводству је био француски амбасадор. У рату са Аустријом 1809, аустријска војска је ушла у Варшаву, али после тога пољска војска заузела Краков, Лавов и много територије, коју је раније Аустрија окупирала приликом поделе Пољске. 
Војводство је најпре имало 2,6 милиона становника и 104.000 km², а после 1809. 4, 3 милиона становника и 155.000 km².

## Економија
Војска војводства је била потпуно под француском контролом преко министра рата Јозефа Поњатовскога, који је био и француски маршал. Војводство је било јако значајно за Наполеона као извор војске. У почетку је било 40.000 војника, а 1810 — 100.000. Током Наполеонове инвазије на Русију сакупљено је 200.000 војника. Црпљење ресурса и насилно регрутовање изазвали су економске проблеме. Француска је војводству наметнула и пруске дугове, тако да се појавила инфлација и превелико опорезивање.

## Наполеонова инвазија Русије
Пољаци су од Наполеона очекивали да добију статус краљевине, а и да ће после похода на Русију добити велике територије Великог војводства Литваније. После Наполеоновог повлачења из Русије већину пољских територија је заузела Русија 1813. године. Остатак је заузела Пруска. Руски цар Александар I Романов је створио привремену владу војводства да би владао преко својих генерала.

## Бечки конгрес и четврта подела Пољске
На Бечком конгресу 1815, биле су присутне многе европске државе и владари, али одлуке су доносиле велике силе. Због тога је било неминовно да Пољска поново буде подељена између Русије, Пруске и Аустрије.
Највећи део Варшавског војводства остао је у Русији под називом Конгресна Пољска у персоналној унији са Русијом, Конгресна Пољска је имала аутономију до 1831, када је анектирана Русији.
Од Кракова је створен Слободни град Краков под заштитом моћних суседа. Град је Аустрија анектирала 1846. године.